# Moschea Taiba di Amburgo
La moschea Taiba di Amburgo (in arabo مسجد القدس‎?, Masjid Alquds, significa "Gerusalemme" o in arabo مسجد طيبة‎?, Masjid Tayiba dall'arabo Tayiba, "la bella")  era un luogo di culto islamico di Amburgo.
Aperta nel 1993 nel quartiere St. Georg di Amburgo (Germania) nel 1996 sotto il nome Al Quds (in arabo "la Santa", per antonomasia "Gerusalemme") da un'associazione culturale arabo-tedesca, era un importante centro religioso per la comunità musulmana della città. Nel 2008 fu ribattezzata Taiba, forse per segnalare un discostamento dal controverso passato (vedi sotto).

## Controversie

### Collegamenti con gli attentati dell'11 settembre 2001
Alcuni mesi dopo l'avvio delle indagini relative agli attentati dell'11 settembre 2001, emerse come Mohammed Atta, Marwan al-Shehhi e Ziyad Jarrah (tre degli attentatori), fossero stati fino a poco tempo prima dell'attacco terroristico abituali frequentatori della moschea, nonché regolarmente iscritti all'associazione islamica Al Quds, a capo della moschea. Indagando sui presunti collegamenti che potevano esserci tra la motivazione ideologica dei terroristi e la frequentazione del centro, uscirono i nomi di altre persone legate ad ambienti radicali che li si recavano per pregare, come Ramzi bin al-Shibh, considerato uno degli ideatori degli attacchi dell'11 settembre. In relazione a queste scoperte, dal 2001 la magistratura tedesca iniziò a tenere sotto stretta osservazione le attività interne della moschea.
L'imam Mohammed al-Fasasi, dalle intercettazioni ambientali, avrebbe contribuito alla formazione ideologica degli attentatori dell'11 settembre, incentrando i suoi discorsi sull'odio e il jihād da attuare verso gli infedeli. Comunque, al-Fasasi è stato successivamente incarcerato in Marocco per scontare una pena prevista di 30 anni, e funzionari carcerari segnalarono in seguito del cambiamento avvenuto durante la condanna del predicatore circa pensieri d'odio e fanatismo.

### Preparazione jihādista
Nel marzo 2009 fu indicato che 10 fedeli, assidui frequentatori della moschea, erano partiti dalla città per avviarsi a un corso di formazione jihādista in un campo d'addestramento sito nella regione di confine tra Pakistan e Afghanistan nelle Aree tribali. Quando poi alcuni mesi dopo, in ottobre, uno dei presunti militanti, tale Abu ʿAskar, apparì in un video propagandista di al-Qa'ida armato di spada e Kalashnikov, inneggiando alla guerra santa. Shahab D., un iraniano dopo un periodo di frequentazione della moschea aderì al Movimento Islamico dell'Uzbekistan.
Non era un caso isolato: secondo l'intelligence, tale era diventata la predicazione ai frequentatori di rendersi attivi nel jihād, che alcuni di essi si erano trasferiti nei vari campi di reclutamento e preparazione jihādista sparsi tra Afghanistan, Pakistan e Uzbekistan. In un rapporto del Ministero dell'Interno di Amburgo, Al Quds era divenuto il «principale centro di riferimento degli ambienti del jihād». Ciò, andava a confermare quando confermato dalle indagini della polizia, che indicavano stretti legami tra la moschea e il terrorismo.

### Il piano di attentati in Europa del 2010 e la definitiva chiusura
Dopo la scoperta di un progetto terroristico finalizzato ad attentati in Germania, Francia e Gran Bretagna nel 2010, le autorità tedesche dopo una serie di indagini arrivarono a chiudere definitivamente la moschea. Infatti, 8 dei presunti sospetti indicati come fautori del piano d'attentati, sarebbero stati frequentatori del luogo di culto. Alla luce dei fatti e dei precedenti controversi, le autorità amburghesi ordinarono il 9 agosto una serie di perquisizioni del locale e di 4 appartamenti i cui assegnatari erano membri del consiglio direttivo di Al Quds. Il giorno stesso, in una conferenza stampa, Manfred Murck, responsabile dell'Ufficio per la Protezione della Costituzione, annunciò la chiusura della moschea.

## Reazioni alla chiusura
Sebbene personalità della scena politica tedesca abbiano espresso il loro assenso alla scelta di chiudere il luogo, gli esperti hanno dichiarato come la misura potrebbe invece rivelarsi controproducente: infatti, con la moschea aperta era possibile per i servizi di sicurezza interna seguirne le attività e quindi essere continuamente prevenuti ad azioni d'odio, essendo informati sulle attività fatte e sulle personalità potenzialmente più pericolose. Con l'avvenuta chiusura, i movimenti delle autorità sulla scena dell'Islam radicale di Amburgo sarebbero più difficili e mancanti di una strategia efficace.
Dall'aprile 2010, le attività della Bundeskriminalamt  controlla i luoghi di culto islamici hanno portato all'apertura di oltre 300 inchieste.